# Вакаба (1934)
Вакаба (Wakaba, яп. 有明) — ескадрений міноносець Імперського флоту Японії, який брав участь у Другій світовій війні. 
Корабель, який став третім серед есмінців типу «Хацухару», спорудили у 1934 році на верфі ВМФ у Сасебо. 
На момент вступу Японії до Другої світової війни «Вакаба» належав до 21-ї дивізії ескадрених міноносців, яка за планами японського командування певний час мала залишатись у водах метрополії. 7 грудня 1941-го «Вакаба» разом з іншими есмінцями вийшов із Внутрішнього Японського моря до островів Огасавара для супроводу великого з’єднання лінкорів. Останнє в разі потреби мало надати допомогу ударному авіаносному з'єднанню («Кідо Бутай»), яке поверталось після удару по Перл-Гарбору. Втім, японські авіаносці ніхто не переслідував і 13 грудня лінкори повернулись до Куре. А з 18 по 23 грудня «Вакаба» виходив у море для зустрічі та супроводу самого «Кідо Бутай».
За місяць 21-шу дивізію вирішили залучити до наступу на схід Нідерландської Ост-Індії. 14—22 січня 1942 року «Вакаба» та 3 інші есмінці ескортували танкерний конвой з Токуями (Токійська затока) до Давао на південному узбережжі філіппінського острова Мінданао (тут японці висадились ще 20 грудня 1941 року). Невдовзі дивізія «Вакаба» вийшла для підсилення загону, що провадив десантну операцію в Кендарі на південно-східному півострові Целебесу. Десантування тут успішно провели в перші години 24 січня, а 21-ша дивізія прибула сюди лише вранці 25 січня.
6 лютого 1942 року «Вакаба» вийшов із затоки Старінг-Бей (поблизу Кендарі) із завданням супроводити транспорти з десантом для висадки у Макассарі на південно-західному півострові Целебеса (всього загін охорони включав 11 есмінців та легкий крейсер). Висадка в Макассарі успішно відбулася в ніч проти 9 лютого.
18 лютого 1942 року «Вакаба» та 2 есмінці й легкий крейсер вийшли з Макассару, забезпечуючи дистанційне прикриття загону, який мав висадити десант на острові Балі. У ніч проти 19 лютого відбулася вдала висадка на південному сході острова, проте вдень ворожа авіація змогла уразити один з транспортів, що затримало запланований відхід. Як наслідок, в ніч на 20 лютого есмінці десантного загону були вимушені вступити в бій з кораблями союзників, які прибули до Балі (зіткнення відоме як бій у протоці Бадунг). Загін прикриття рушив на допомогу, проте не встиг прибути до завершення бою. Після цього «Вакаба» узявся за супровід пошкодженого есмінця «Осіо», який того ж дня зміг дійти до Макассару.
Наприкінці лютого підійшла до кульмінації операція з висадки десанту на сході головного острова Нідерландської Ост-Індії Яви, при цьому 21-ша дивізія залишалась у резерві. 27—28 лютого основне японське з’єднання виграло битву в Яванському морі, після чого 28 лютого – 1 березня «Вакаба» та інші есмінці його підрозділу безрезультатно провадили у протоці Балі пошук ворожих есмінців, які могли спробувати покинути Яванське море. Водночас «Вакаба» разом з есмінцем «Хацусімо» потопив якесь нідерландське торгове судно. 16—25 березня «Вакаба» пройшов з Макассару до Сасебо (обернене до Східнокитайського моря узбережжя острова Кюсю), де став на ремонт.
29 травня 1942 року «Вакаба» разом з 3 іншими есмінцями та легким крейсером вийшли з Омінато (база ВМФ на північному завершенні Хонсю) в межах операції вторгнення на Алеути. Цього разу есмінець належав до загону висадки на острові Атту, який також включав переобладнаний мінний загороджувач та транспорт. 7 червня провели десантування, яке не зустріло жодного спротиву через відсутність на острові гарнізона. Після цього «Вакаба» узявся за патрулювання в районі Атту, а 15 червня разом з легким крейсером та іншим есмінцем провів розвідку острова Амчитка (чотири сотні кілометрів на південний схід від Атту) з метою виявлення баз американської авіації (ворожі гідролітаки здійснювали нальоти на кораблі біля іншого захопленого японцями алеутського острова Киска). З 1 по 10 липня «Вакаба» патрулював в районі острова Киска (був захоплений так само 7 червня), а 18 липня вже був у Йокосуці, де до 8 серпня проходив ремонт.
8—12 серпня 1942 року «Вакаба» пройшов з Йокосуки до Парамуширу (Курильські острови), після чого до кінця року ніс службу в північній зоні. У цей період корабель неодноразово залучали до транспортних місій — з 3 по 12 вересня (рейс з Парамуширу до Атту та Киски), з 30 вересня по 3 жовтня та з 12 по 16 жовтня (походи з іншого курильського острова Шумшу до Киски), з 27 по 30 жовтня (похід з Парамуширу до Атту разом з 3 легкими крейсерами та ще одним есмінцем), з 7 по 10 листопада (рейс з Шумшу до Киски разом зі ще одним есмінцем), з 23 по 25 листопада (похід з Парамуширу до Атту), з 30 листопада до 3 грудня (рейс разом з 2 легкими крейсерами з Парамуширу до Киски). Після цього з 14 грудня 1942 по 9 січня 1943 «Вакаба» проходив ремонт у Сасебо, під час якого, зокрема, його 40-мм зенітну гармату замінили на спарену установку 25-мм зенітних автоматів.
9—11 січня 1943 року «Вакаба» пройшов з Сасебо до Омінато та знову узявся за патрульно-ескортну службу у північній зоні. З 31 січня по 4 лютого він супроводжував транспорт «Асака-Мару» з Парамуширу до Киски, а з 13 по 22 лютого «Вакаба» та ще один есмінець виходили для прикриття транспортного загону, який складався з легкого крейсера та транспорта, що 20 лютого успішно розвантажились на тій же Кисці. З 7 по 13 березня «Вакаба» разом з 5 іншими есмінцями супроводжували 2 важкі та 2 легкі крейсери, які прикривали легкий крейсер та два транспорти, що 10 березня доставили припаси на Атту. 23 березня «Вакаба» у складі того ж загону прикриття вийшов у море для охорони трьох транспортів, які прямували на Атту. Рейс був перерваний зіткненням 26 березня з американським з’єднанням біля Командорських островів, яке призвело до кількагодинного бою, під час якого «Вакаба» провів безрезультатну торпедну атаку. У підсумку операцію скасували і японський загін за кілька діб повернувся на Парамушир. 30 березня «Вакаба» отримав тут незначні пошкодження при зіткненні з есмінцем «Ікадзучі», а 31 березня – 3 квітня разом зі ще щонайменше одним есмінцем супроводжував два важкі крейсери, які прямували з Парамуширу до Йокосуки для ремонту отриманих в бою при Командорських островах пошкоджень, після чого сам також став на ремонт.
23 квітня 1943 року «Вакаба» полишив Йокосуку та знову узявся за патрульно-ескортну службу у північній зоні. У липні корабель залучили до операції з евакуації гарнізону Киски. З 7 по 17 липня призначений для цього загін (який в цілому нараховував 2 легкі крейсери та 11 есмінців) перебував у морі, проте не зміг виконати завдання через погану погоду. 22 липня той же загін здійснив розпочав другу спробу. 26 липня «Вакаба» невдало повернув та зіткнувся з есмінцем «Хацусімо», після чого «Вакаба» довелось відіслати назад на Парамушир (можливо відзначити, що загін продовжив виконувати завдання та 29 липня все-таки зміг зняти з Киски гарнізон та доставити його на Курильські острови).
З початку вересня до середини жовтня 1943 року «Вакаба» проходив ремонт у Сасебо, під час якого одну з установок головного калібру демонтували, натомість додали одну строєну та одну спарену установки 25-мм зенітних автоматів. 16 жовтня есмінець вирушив для продовження патрульно-ескортної служби у північній зоні, яку ніс до середини листопада, після чого прибув до Куре та узявся за ескортну службу.
З 24 листопада по 10 грудня 1943 року «Вакаба» разом зі ще двома есмінцями ескортував авіаносець «Хійо» за маршрутом Куре — Маніла — Сінгапур — Таракан (центр нафтовидобутку на східному узбережжі острова Борнео) — Палау (західні Каролінські острови) — атол Трук (на Труці, що лежить у центральній частині Каролінських островів, ще до війни створили головну базу японського флоту у Океанії, з якої, зокрема, велась підтримка операцій на Соломонових островах). 24—29 грудня «Вакаба» та ті ж есмінці супроводили легкий авіаносець «Дзуйхо» та ескортний авіаносець «Унйо» з Труку до Йокосуки. 
4—9 січня 1944 року «Вакаба» разом зі ще чотирма есмінцями ескортував з Йокосуки на Трук ті самі легкий та ескортний авіаносці, а також важкий крейсер. 18 січня разом з трьома іншими есмінцями та легким крейсером «Вакаба» вирушив у зворотний рейс із авіаносцями, при цьому 19 січня в районі Маріанських островів «Унйо» був торпедований підводним човном та під охороною двох есмінців і крейсера попрямував до острова Сайпан (у підсумку на початку лютого досягне Японії, де стане на ремонт). «Вакаба» продовжив ескортувати «Дзуйхо» та 23 січня привів його до Йокосуки. З 29 січня по 16 лютого «Вакаба» здійснив ще один рейс на Трук та назад до Йокосуки, супроводивши разом зі ще одним есмінцем легкі авіаносці «Дзуйхо» та «Тійода» (такі постійні рейси легких та ескортних авіаносців пояснювались їх використанням для доставки літаків на віддалені бази).
Наприкінці лютого 1944 року Хацухару пройшов у Сасебо короткочасний ремонт, а 27—29 лютого прямував до Омінато. Після цього майже до кінця червня есмінець ніс патрульно-ескортну службу в північній зоні, при цьому з 18 по 29 травня пройшов у Омінато певний ремонт, під час якого додатково отримав дві одиночні установки 25-мм зенітних автоматів. 
24 червня 1944 року «Вакаба» прибув до Йокосуки, де отримав додатково десять одиночних установок 25-мм зенітних автоматів. Невдовзі корабель здійснив два транспортні рейси з Йокосуки до острова Іводзіма — 28—30 червня (разом зі ще одним есмінцем) та 10—14 липня.
Далі «Вакаба» пройшов два раунди ремонту — з 20 липня по 11 серпня 1944 року у Йокосуці та з 14 по 16 серпня 1944 року у Куре, а з 16 серпня по 21 вересня разом зі ще щонайменше одним есмінцем провів ескортування конвоїв з Японії через Формозу до Лусона та назад. 12 жовтня есмінець знову зайшов на верф у Куре, де отримав 5 одиночних установок 25-мм зенітних автоматів.
З 12 по 16 жовтня 1944 року американське авіаносне з'єднання завдало серії ударів по острову Формоза (Тайвань). На тлі занадто оптимістичних доповідей про результати зворотних дій японське командування вислало 15 жовтня у море загін адмірала Сіми, який мав ударити по послабленому (як вважалось) американському флоту. До нього увійшли 2 важкі крейсери під охороною легкого крейсера та 7 есмінців, одним з яких був «Вакаба». 16 жовтня вони прибули до острова Амаміосіма (центральна група архіпелагу Рюкю), а 18—20 жовтня пройшли звідси до Мако (база на Пескадорських островах у південній частині Тайванської протоки). На цьому шляху японський загін, на своє щастя, не зустрів надводних сил ворога та не постраждав від американських підводних човнів, що чотири рази виявляли його, проте так і не змогли зайняти положення для атаки.
21—23 жовтня 1944 року «Вакаба» разом з 2 іншими есмінцями своєї дивізії пройшли з Такао (наразі Гаосюн на Тайвані) до Маніли для доставки туди наземного персоналу авіації. Цей рейс відбувався на тлі початку десантної операції союзників на Філіппінах і головні сили японського флоту вже рухались з району Сінгапуру в межах плану контратаки. 24 жовтня загін «Вакаба» вийшов з Маніли, щоб знову приєднатись до адмірала Сіми, який отримав завдання підсилити угруповання адмірала Нісімури (мало пройти через південну частину внутрішніх морів Філіппін та відвернути увагу від головних сил, які перетинали внутрішні моря північніше).
Того ж 24 жовтня 1944 року в морі Сулу біля західного узбережжя острова Панай літаки з авіаносця «Франклін» атакували японські кораблі та уразили «Вакаба» однією чи двома бомбами. Менше ніж за годину есмінець затонув, загинуло 42 члени екіпажу. Ще 152 моряки врятували есмінці «Хацухару» та «Хацусіма».